# Ustavotvorna skupština
Ustavotvorna skupština ili konstituanta je predstavničko tijelo izabrano s ciljem donošenja novog ustava ili mijenjanja postojećega. Obično se saziva nakon, ili za vrijeme, značajnih događanja, određenih ratom, revolucijama, referendumima, stjecanjem neovisnosti, kada postoji jaka politička volja za uređenjem temeljnih političkih odnosa u nekoj zajednici, državi ili naddržavnoj zajednici, npr. Ustavotvorna skupština EU je sastavljena od ad hoc izabranih predstavnika čiji je mandat završio trenutkom usvajanja ustava, a njezin rad utvrđen je posebnim, također ad hoc pravilima, koje određuju način rada i usvajanja ustava.